# Щасливого Різдва в Парижі!, або Банда лесбійок
«Щасливого Різдва в Парижі!, або Банда лесбійок» — радянський художній фільм 1991 року, знятий режисером Ольгою Жуковою.

## Сюжет
Юні, привабливі дівчата — Рижик, Черниш, Ландиш та Ірина — вимагають гроші у літніх чоловіків. У цю сім'ю-компанію входить ще й охоронець на прізвисько Бабан.

## У ролях
- Аліка Смєхова — Ірина
- Володимир Толоконніков — «Бабан»
- Соня Клименко — Соня
- Юлія Лобанова — «Рижик»
- Інна Хрульова — «Ландиш»
- Наргіз Мамадханова — «Черниш»
- Олександр Потапов — Сергій Сергійович
- Микита Джигурда — Едгар
- Галина Дятловська — стара
- Віктор Гордєєв — водій «Жигулів»
- Алі Ібрагімов — Володимир Ілліч

## Знімальна група
- Режисер — Ольга Жукова
- Сценарист — Ольга Жукова
- Оператор — Борис Датнов
- Композитор — Сергій Гаврилов
- Художник — Ірина Сапожникова